# Cadillac Series 67
Der Cadillac Series 67 war ein 1941/42 vom US-amerikanischen Automobilhersteller General Motors unter der Marke Cadillac angebotenes Modell.

## Modellgeschichte
Im Modelljahr 1941 gliederte sich das Cadillac-Angebot in die Typen Series 60S (Sixty Special), 61, 62, 63 und 67 sowie den Series 75.
Neu ins Programm gekommen war der Series 67. Dabei handelte es sich um den Nachfolger des Series 72, der den längsten Radstand im gesamten Cadillac-Programm aufwies (139 Zoll = 353 cm). Angetrieben wurde der 67, wie alle Cadillac-Modelle der Zeit, von einem 5,7-Liter-V8 mit stehenden Ventilen und 150 PS. Angeboten wurde eine fünfsitzige Limousine mit oder ohne Trennscheibe und ein Siebenitzer als regulärer Touring Sedan oder besser ausgestatteter Imperial Touring Sedan. Die Karosserien des 67 stammten allesamt von Fisher Bodies, während sie im Falle der Series 75 bei der prestigeträchtigeren Fleetwood Metal Body Co. entstanden; dadurch konnte der 67 preislich den 75 um rund 500 Dollar unterbieten.
Als Cadillac im Mai 1946 nach Kriegsende die Autoproduktion wieder aufnahm, wurde auf eine Fortführung des 67 verzichtet.
Von Ende 1940 bis Februar 1942 entstanden, insgesamt 1622 Exemplare des 67.

## Daten
| Modelljahr | Hubraum (cm³) | Leistung (PS) | Radstand (cm) | Preis (US-$) | Stückzahl |
| ---------- | ------------- | ------------- | ------------- | ------------ | --------- |
| 1941       | 5671          | 150           | 353           | 2595–2890    | 922       |
| 1942       | 5671          | 150           | 353           | 2896–3204    | 700       |